# 站线
站线，是鐵路车站管内的到发线、货物线、调车线、牵出线、及站内的指定用途的其他线（如机走线、机待线、车辆站修线、驼峰迂回线、驼峰禁溜车停留线、加冰线等等）。
铁路车站管内的线路：
- 站线
- 段管线
- 岔线
- 安全側线
- 避难线